# Wappingers Falls, New York
Wappingers Falls, New York (енгл. Wappingers Falls) град је у америчкој савезној држави Њујорк.

## Демографија
По попису из 2010. године број становника је 5.522, што је 593 (12,0%) становника више него 2000. године.
| Група             | 2000.         | 2010.         |
| Белци             | 3.664 (74,3%) | 3.252 (58,9%) |
| Афроамериканци    | 295 (6,0%)    | 408 (7,4%)    |
| Азијати           | 150 (3,0%)    | 265 (4,8%)    |
| Хиспаноамериканци | 742 (15,1%)   | 1.449 (26,2%) |
| Укупно            | 4.929         | 5.522         |